# 一水製作所
一水製作所（いっすいせいさくしょ）は東京都北区にある輸送機器メーカー。

## 概説
主に高速バスの運賃箱などの製造販売を行う輸送機器メーカー。運賃箱にWindowsタブレットを組み込むことで運賃箱のIT化に対応するなど、長距離高速バス向けの運賃箱でトップシェアを誇る。以前は日本電気ホームエレクトロニクスや田村製作所（現・サクサ）の協力メーカーとして製造してきたが、サクサが撤退したため自社ブランドで参入した。
2020年には北海道拓殖バスと小田原機器、インコム・ジャパンと共同してCPM（Consumer Presented Mode）方式のQR・バーコード決済に対応した運賃箱を開発した。
「ISSUI」の英文ロゴがいすゞ自動車の英文ロゴに酷似しているが、同社との資本関係などはない。

## 沿革
- 1957年2月 - 一水プラスチック製作所として設立。
- 1962年2月 - 一水製作所に改称。
- 1991年12月 - 株式会社一水製作所に社名変更。

## 製品の例

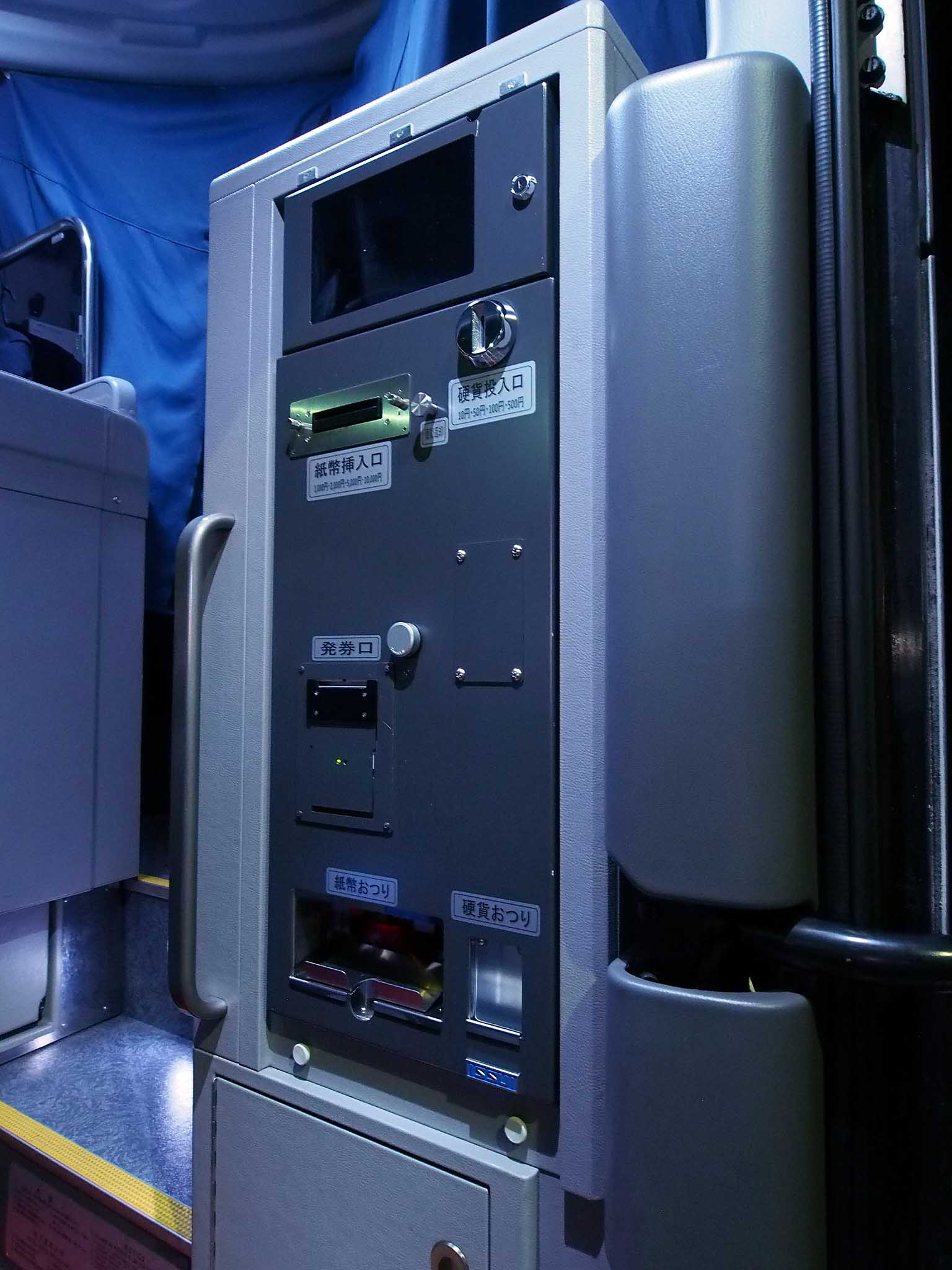
サービスボックス内蔵型（アルピコ交通）